# Yrjö Kaukiainen
Yrjö Kaukiainen (* 4. April 1940 in Längelmäki) ist ein finnischer Historiker. Er lehrte von 1976 bis 2003 an der Universität von Helsinki und gehört zu den wichtigsten maritimen Geschichtswissenschaftlern.

## Leben
Kaukiainen studierte Geschichte an der Universität von Helsinki und erwarb 1964 den Bachelor of Arts. Vier Jahre später erhielt er das Lizentiat (finnisch lisensiaatti), ein in Finnland gängiger forschungsorientierter Abschluss zwischen Master und Doktorgrad. Schließlich promovierte er 1970 im Bereich der finnischen Geschichte. Seine Dissertation untersuchte die Bauweise und Funktion von Vorgängerbauten der finnischen Folkeboote in den frühen 1800er Jahren. Bevor Kaukiainen sich 1976 habilitierte, arbeitete er bereits an der Universität von Helsinki als Assistenzprofessor. Zunächst war er 1976–1992 außerordentlicher Professor am Institut für Geschichte. 1992 – 98 lehrte er als Professor für Wirtschaftsgeschichte und ab 1. Februar 1998 als Professor für Europäische Geschichte. In diesem Bereich lehrte er bis zu seiner Emeritierung im Jahr 2003. In seiner Freizeit segelt und schreibt Yrjö Kaukiainen.
In der Forschung legt Kaukiainen besonderes Gewicht auf die globale Seefahrtsgeschichte, die Geschichte Finnlands sowie in letzter Zeit auf weltweite Informationsübertragung. Der zeitliche Schwerpunkt lag dabei meist zwischen 1700 und 1800. Während seiner Tätigkeit als Professor der Wirtschaftsgeschichte erschienen seine herausragendsten Arbeiten zur finnischen Seefahrt als Teil der Weltgeschichte: History of Finnish Shipping und Sailing into Twighlight. Zudem veröffentlichte er im Jahr 2008 das Überblickswerk „Ulos maailmaan! Suomalaisen merenkulun historia“ (auf Deutsch: Top in der Welt! Finnische maritime Geschichte). Seine internationale Ausrichtung ist nicht zuletzt daran bemerkbar, dass eine Vielzahl seiner Veröffentlichung Englischsprachig ist.
Kaukiainen war seit 1990ern Mitglied der International Maritime Economic History und 1996–2001 deren Präsident. Zudem wirkte er am Rande bei der Association of the History of the Northern Seas sowie in der International Commission for Maritime History mit. Zusammen mit Riitta Hjerppe (ebenfalls Universität von Helsinki) war er 1998–2002 Herausgeber der Scandinavian Economic History Review.

## Auszeichnungen
- Staatspreis für Öffentliche Information, 1999 (verliehen vom Finnischen Bildungsministerium Tiedonjulkistamisen valtionpalkinto).

## Publikationen (Auswahl)
Kaukiainens Hauptarbeitsgebiete sind die Seefahrtsgeschichte, demographische Geschichte und die Geschichte Finnlands. Er veröffentlichte bisher zehn Monographien und 45 Aufsätze.
- Besteuerung von Provinz Vyborg im Alten Finnland. Die historische Aikakauskirja 1: 1970.
- Bevölkerung und demografische Trends, Y. Kaukiainen, R. und J. Nurmiainen Marjomaa, Old time Finnland (Vyborg Kreisgeschichte IV, Keuruu 2013), S. 198–222.
- Der Übergang von der Segel- zur finnischen Dampfschifffahrt. 1980.
- Die alte finnische Ära. Karjala 4. Hämeenlinna 1983, S. 85–121.
- Die Besiedlung von Finnland. Jutikkala, Kaukiainen und Åström (Hrsg.), Finnische Wirtschaftsgeschichte 1. AgrarFinnland. Helsinki, 1980, S. 11–145.
- Die Modernisierung der finnischen Küstenschifffahrt und der Eisenbahn, 1830–1913, in J. Armstrong und A. Kunz (Hrsg.), Küstenschifffahrt und die europäische Wirtschaft von 1750 bis 1980, Mainz, Verlag Philipp von Zabern 2002, S. 75–85.
- Die Rolle der Schifffahrt in der zweiten Stufe der Globalisierung, International Journal of Maritime History, Vol. 26, Februar 2014, S. 64–81.
- Eine Geschichte der finnischen Schifffahrt. London: Routledge, 1993, ISBN 0-415-00158-7.
- Ernteschwankungen und Mortalität im agrarischen Finnland 1810–1870. Bengtsson, Fridlizius und Ohlsson (Hrsg.), Präindustrielle Bevölkerung ändern. Lund, 1984, S. 235–254.
- Finnland 1860–1913. Fischer (Hrsg.), Handbuch der Europäischen Wirtschafts- und Sozialgeschichte, Band 5. Stuttgart 1985, S. 261–285.
- Finnlands Allmogebåtssegling in den frühen 1800er Jahren. Doktorarbeit. Finnische Historical Society, 1970.
- Lohja Medical History II. Lohja: Lohja Homeland Studies Freunden, 1980. ISBN 951-95092-1-6.
- Merkantile Kontakte und Informationsflüsse zwischen Spanien und Finnland vor 1850. (Hrsg.), Enrique Martinez, Roggen und Magdalena de Pazzis Pi Corrales III, Spanien und Schweden: Begegnungen im Laufe der Geschichte. Handel und Navigation zwischen Spanien und Schweden im Laufe der Geschichte, Puertollano, Fundacion Berndt Wistedt 2000, S. 353–363.
- Segeln in der Dämmerung. Finnischer Versand im Zeitalter der Transportrevolution 1860–1914. Helsinki: Finnische Historische Gesellschaft, 1991. ISBN 951-8915-41-5.
- Shrinking the World: Verbesserungen in der Geschwindigkeit der Informationsübertragung, 1820–1870, European Review of Economic History 1/2001, S. 1–28.
- Sozialstruktur und demografische Entwicklung in einer südlichen finnischen Pfarrei 1810–1850. Helsinki: Finnische Akademie der Wissenschaften, 1979 ISBN 951-41-0356-4.
- Top in der Welt! Finnische maritime Geschichte. Helsinki: Finnische Literaturgesellschaft, 2008. ISBN 978-951-746-972-2.
- Vyborg Provinz der schwedischen Bevölkerung im frühen Mittelalter. Historic Aikakauskirja 2: 1974.
- Wachstum, Diversifizierung und Globalisierung: Wichtigste Trends im Internationalen Schiffsverkehr seit 1850, LR Fischer und E. Lange (Hrsg.) Internationale Handelsschifffahrt im neunzehnten und zwanzigsten Jahrhundert: Die vergleichende Dimension (Research in Maritime History, No. 37, St . John s = 2008), S. 1–56.

| Personendaten    | Personendaten         |
| ---------------- | --------------------- |
| NAME             | Kaukiainen, Yrjö      |
| KURZBESCHREIBUNG | finnischer Historiker |
| GEBURTSDATUM     | 4. April 1940         |
| GEBURTSORT       | Längelmäki            |